# Región de Trarza
Trarza (en árabe: ولاية الترارزة) es una región del suroeste de Mauritania cuya capital es Rosso. Otras ciudades importantes son Mederdrá y Boutilimit. La zona limita con las regiones de Inchiri y Adrar al norte, Brakna al este, Senegal al sur y el océano Atlántico al oeste. La capital mauritana Nuakchot y su distrito forman parte de la región.
Trarza está dividido en 6 distritos:
- Boutilimit Boutilimit
- Keur Massene
- Mederdra
- Ouad Naga
- R'Kiz
- Rosso Rosso

- Datos: Q859581
- Multimedia: Trarza / Q859581